# René Pellarin
René Pellarin (Lyon, 22 januari 1900 - Cannes, 8 april 1998) was een Franse stripauteur die tekende onder het pseudoniem Pellos.

## Carrière
Pellos debuteerde als tekenaar van affiches en lithografieën. Zijn cartoons verschenen in het Zwitserse blad Le Gugusse. Begin jaren dertig vestigde hij zich in Parijs. Hij tekende er cartoons rond sport voor de bladen Match en L'Instransigeant en zijn eerste strip Riri, Gogo et Lolo (1930-1931). Voor Jeunes Magazine rekent hij de strip Monsieur Petipon (1936-1938) naast vele illustraties. Zijn strip Futuropolis (1937-1938) voor het blad Junior wordt aanzien als een hoogtepunt van zijn carrière. 
Hij is een van de voornaamste Franse striptekenaars van de jaren 30 en de Tweede Wereldoorlog, aanwezig in vele tijdschriften, met de strips als Jean-Jacques Ardent (1938-1940), Mâli l'hippopotame (1938), Kosto sportif, Compagnon Michel. Na de oorlog volgen strips als Monsieur Bémol (1946) en Atomas (1948). Bekend zijn ook zijn verstripte romans, zoals Le mystère de l'atoll en Durga-Râni. In 1948 neemt hij de avonturen van Les pieds nickelés over. Deze strip blijft hij tekenen tot de jaren 70 met in totaal zo'n honderd albums op zijn actief. Pellos bleef daarna nog actief als schrijver en als cartoonist voor sportbladen.
Het werk van Pellos werd bekroond met de Grote Prijs van het Internationaal Stripfestival van Angoulême in 1976.